# Rýsovací deska

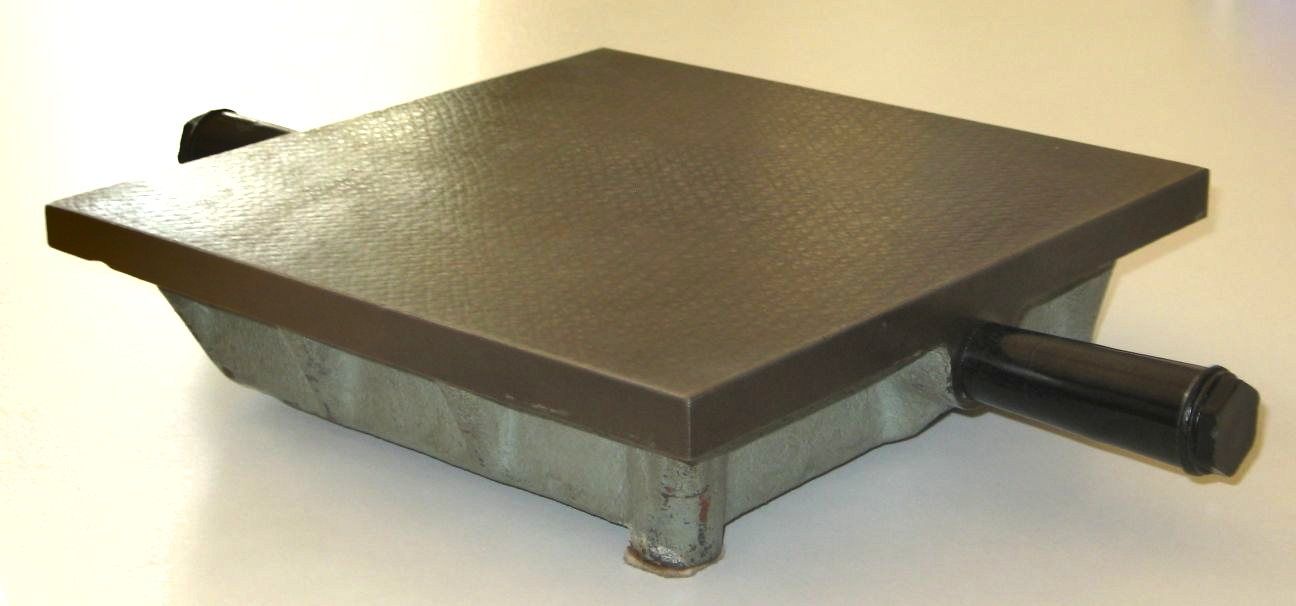
Rýsovací deska

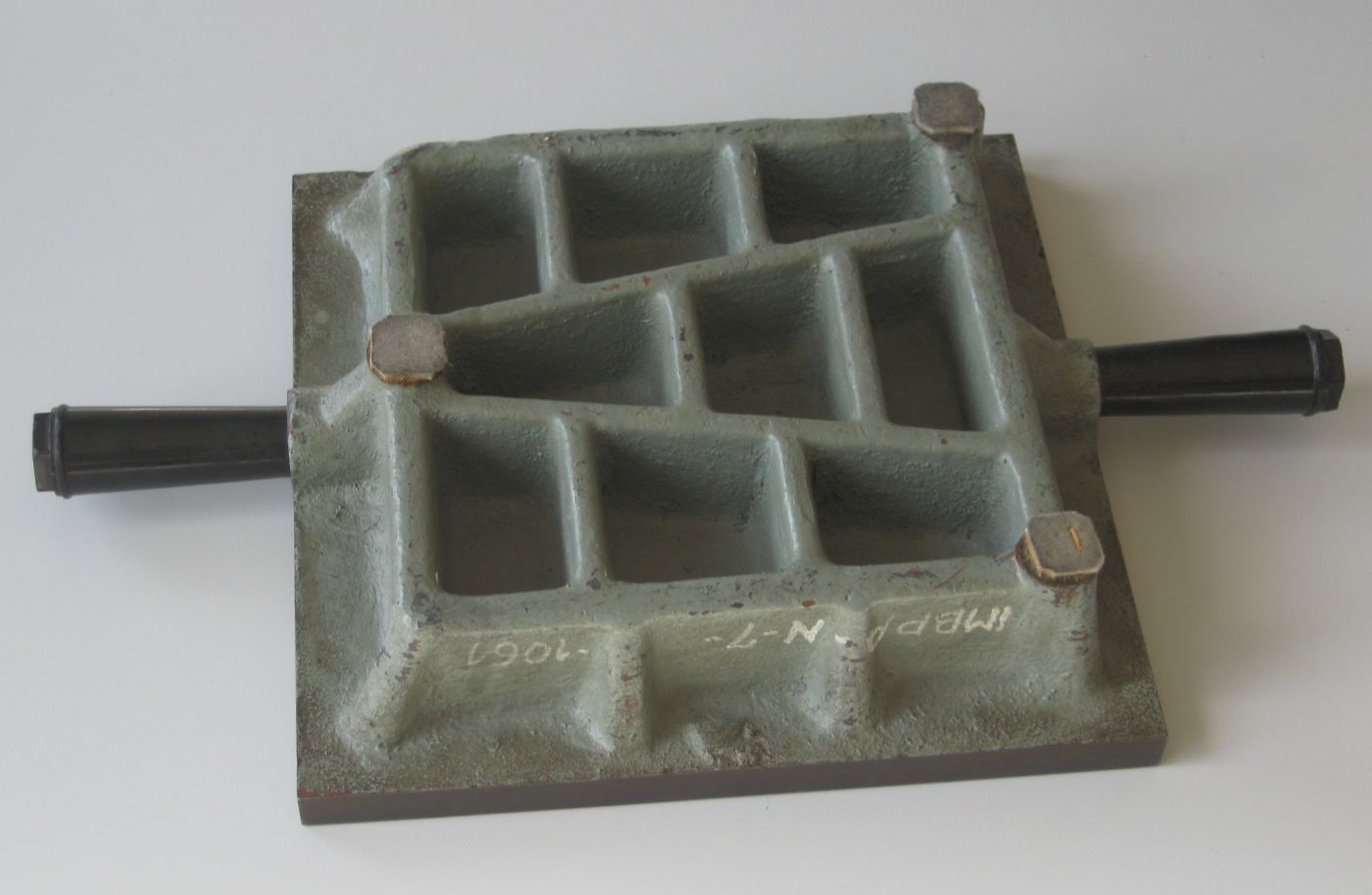
Spodní strana rýsovací desky

Rýsovací deska (hovorově také rysplotna či jen plotna) je dílenská technická pomůcka, která se používá zejména ve strojírenství při ručním zpracování kovů. Slouží jako pevná základna, na které se orýsují polotovary jako odlitky, výkovky, výpalky, svařence apod. zejména pro hrubovací operace obrobků. Slouží také jako přesná dosedací plocha (základní rovina) pro přesné měření a jako výchozí plocha pro další rýsovací nářadí jako jsou hranoly, prismata, úhelníky, stojanové nádrhy, výškoměry atd.

## Litinové desky
Rýsovací desky jsou vyrobeny většinou z masivní, tvrdé speciální litiny bez pórů se změněnou strukturou, bez vnitřního pnutí, jsou ohoblovány a jemně obrobeny, žebra na spodní straně zvyšují její pevnost v ohybu tak, aby zůstala zachována stálost tvaru roviny při orýsování těžkých obrobků.

## Granitové desky
Jiné desky se také vyrábějí z tvrdého homogenního kamene (například z tvrdého granitu), jsou velmi stálé proti opotřebení, odolné proti kyselinám antimagnetické, nerezavějící a jsou rozměrově stálejší než desky vyrobené z litiny.

## Související článek
- rýsovací prkno